# Condado de Houston (Alabama)
El condado de Houston es un condado del estado de Alabama, Estados Unidos. Tiene una población estimada, a mediados de 2023, de 108 462 habitantes.
Fundado en 1903, es el condado más nuevo del estado.
La sede del condado es Dothan.

## Geografía
Según la Oficina del Censo, el condado tiene una superficie total de 1507 km², de los cuales 1502 km² corresponden a tierra firme y 5 km² están cubiertos de agua.

### Condados adyacentes
- Condado de Henry - norte
- Condado de Early, Georgia - este
- Condado de Seminole, Georgia - sureste
- Condado de Jackson, Florida - sur
- Condado de Geneva - oeste
- Condado de Dale - noroeste

## Demografía

### Censo de 2020
Según el censo de 2020, en ese momento la población del condado era de 107 202 habitantes.
| Raza                   | Núm.   | Porc.  |
| ---------------------- | ------ | ------ |
| Blancos                | 69 265 | 64.61% |
| Afroamericanos         | 28 408 | 26.50% |
| Amerindios             | 496    | 0.46%  |
| Asiáticos              | 1282   | 1.20%  |
| Isleños del Pacífico   | 63     | 0.06%  |
| Otras razas            | 2097   | 1.96%  |
| De una mezcla de razas | 5591   | 5.22%  |

Del total de la población, el 4.18% son hispanos o latinos de cualquier raza.

### Estimación 2018-2022
Según la estimación 2018-2022 de la Oficina del Censo, los ingresos medios de los habitantes del condado son de $59 335 y los ingresos medios de las familias son de $73 986. Los ingresos per cápita en los últimos doce meses, medidos en dólares de 2022, son de $32 126. Alrededor del 16.7% de la población está por debajo de la línea de pobreza nacional.

## Localidades

### Ciudades
- Dothan (de modo parcial)

### Pueblos
- Ashford
- Avon
- Columbia
- Cottonwood
- Cowarts
- Gordon
- Kinsey
- Madrid
- Rehobeth
- Taylor (de modo parcial)
- Webb [7]